# Bitwa pod Kessler’s Cross Lanes
Bitwa pod Kessler’s Cross Lanes – jedno ze zbrojnych starć wojny secesyjnej, do którego doszło 26 sierpnia 1861 roku w stanie Wirginia.
Dnia 28 lipca 1861 generał Robert E. Lee przejął dowództwo nad siłami konfederackimi w północno-zachodniej Wirginii. W skład nich wchodziły dwie brygady z tzw. Army Kanawhy (Army of the Kanawha). Obie brygady dowodzone były przez byłego gubernatora Wirginii generała Henry’ego A. Wise’a oraz generała brygady Johna B. Floyda. Obaj dowódcy mieli odmienne zdania dotyczące kampanii, w związku z czym nie byli skłonni do współpracy.
Głównym terenem walk w zachodniej Wirginii był rejon dopływu rzeki Gauley do Kanawhy ze znajdującym się na niej mostem. Tereny nieopodal mostu (Gauley Bridge) zostały opuszczone po porażce w bitwie pod Rich Mountain (11 lipca), gdy generał Wise zarządził wymarsz z Charlestonu do White Sulphur Springs.
Chcąc zapobiec planowanemu na 24 października referendum w sprawie oderwania się obszaru Wirginii Zachodniej od reszty stanu i Konfederacji, Armia Kanawhy wyruszyła dnia 7 sierpnia ponownie ku Gauley Bridge, gdzie oczekiwały już wojska Floyda.  Tymczasem Wise ruszył dnia 24 sierpnia w kierunku Gauley Bridge zamierzając ochronić tyły wojsk Floyda. Ten z kolei nie czekając zaatakował dnia 26 sierpnia o godzinie 5 rano pod Kessler’s Cross Lanes, jedzących posiłek żołnierzy Unii z 7 pułku z Ohio pod wodzą Erastusa Tylera. W wyniku ataku federalni pierzchli z pola bitwy. Dowódcom udało się zebrać ich ponownie między Gauley Bridge a Charleston. Po tej porażce Floyd zajął stanowiska w okolicy Carnifex Ferry.